# STS International
 (juillet 2019).
STS International (en russe : СТС International ) est une chaîne de divertissement russe dérivé de la chaîne fédérale russe « STS » pour les zones internationales (hors Russie). La chaîne a commencé à émettre le 21 décembre 2009 sur les réseaux câblés américains. Le contenu de STS International est uniquement composé de projets (séries, émissions...) de la chaîne originale « STS ».

## Histoire
Le 21 décembre 2009 STS International a commencé à émettre en Amérique du Nord sur la plate-forme satellite Dish. En juin 2010, la chaîne commencé à émettre en Israël sur deux plates-formes : la plateforme par satellite Yes et la plateforme par câble Hot. 
Le 31 octobre 2011, la chaîne STS Baltics commence à émettre dans les pays baltes. Depuis février 2012, STS International émet sur le satellite Hot Bird. 
En avril 2012, Europe-Asia Broadcasting Company LLC commence à diffuser STS International au Kirghizistan sur le canal 39 a la place de MTV Russie,. En mai 2012, l'entreprise commence à émettre en Arménie, en Géorgie, en Azerbaïdjan et sur l'un des plus grands marchés de la CEI, le Kazakhstan. 
STS International a été lancé sur les réseaux IPTV du Canada en 2013.
Le 1er février 2018, STS International cesse de diffuser sur la plate-forme satellitaire Yes en Israël. En décembre 2018, une marque d'âge apparait sur STS International, placée dans un diamant.

## Diffusion
Au Kazakhstan, depuis le 16 mai 2013, la retransmission de la chaîne de télévision sur les réseaux câblés a été interrompue en raison de la suppression des droits de diffusion par le détenteur des droits d'auteur, Central Asia Media Distribution LLP. Dans le cadre de la loi de la République du Kazakhstan sur la radiodiffusion télévisuelle et radiophonique promulguée, toutes les chaînes de télévision étrangères retransmises doivent obtenir une licence leur permettant de diffuser dans la République du Kazakhstan. La chaîne de télévision a repris la diffusion sur le réseau câblé Alma-TV, puis sur le réseau Icon. 

### Satellite[9]
- KazSat 3 58,5 ° de longitude est (codage - Irdeto 2, opérateur Caspio HD et Irdeto 3, opérateur Alma TV)
- AzerSpace 2 / Intelsat 38 45.0 ° de longitude est (codage - VideoGuard, opérateur Vivacom TV)
- Astra 5B 31,5 ° de longitude est (sans codage) [10]
- Astra 1N 19.2 ° de longitude est (sans codage)
- Hotbird 13C 13 ° de longitude est (sans encodage)
- Galaxy 99 ° de longitude ouest (codage - Irdeto )